# Ann Beattie

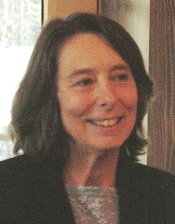
Ann Beattie (2006)

Ann Beattie (* 8. September 1947 in Washington, D.C.) ist eine US-amerikanische Autorin von Kurzgeschichten, Erzählungen und Romanen. Sie erhielt Preise von der American Academy of Arts and Letters und den Malamud Award vom PEN American Center für ihre Kurzgeschichten. Beattie ist seit 1992 Mitglied der American Academy of Arts and Letters und seit 2004 Mitglied der American Academy of Arts and Sciences.

## Werke

### Prosabände
- Distortions (1976)
- Secrets and Surprises (1978)
- The Burning House (1982)
- What Was Mine (1991)
- Where You’ll Find Me and Other Stories (1993)
- Park City (1998)
- Perfect Recall (2000)
- Follies: New Stories (2005)

### Romane
- Chilly Scenes of Winter (1976)
- Falling in Place (1981)
  - deutsch: Amerikanischer Sommer, übersetzt von Anke Kreutzer, Kiepenheuer & Witsch, Köln 1981
- Love Always, Penguin Books, Harmondsworth 1985, ISBN                 0-14-008566-1
- Picturing Will (1990)
- Another You (1995)
- My Life, Starring Dara Falcon (1997)
  - deutsch: Mein fremdes Leben, übersetzt von Susanne Baum, Krüger, Frankfurt am Main 1999, ISBN 3-8105-0243-X
  - 2003 unter dem Titel Gefährliche Freundin im Fischer-Taschenbuch-Verlag erschienen.
- The Doctor's House. A Novel, Scribner, New York 2002, ISBN 0-7432-1264-9

| Personendaten    | Personendaten                     |
| ---------------- | --------------------------------- |
| NAME             | Beattie, Ann                      |
| KURZBESCHREIBUNG | US-amerikanische Schriftstellerin |
| GEBURTSDATUM     | 8. September 1947                 |
| GEBURTSORT       | Washington, D.C., USA             |